# Ivan Tibau
Ivan Tibau Ragolta (Lloret de Mar, Gerona, España; 27 de enero de 1973) es un político, exjugador y exentrenador de hockey patines español.

## Trayectoria deportiva
Se formó en el Club Hoquei Lloret de su localidad natal. En 1992 debutó en Primera División con el Club Patí Tordera, con el que logró el subcampeonato de la Copa de la CERS en 1995. Tras esa campaña fichó por el Igualada Hoquei Club, formando parte del mejor equipo de la historia del club. En cinco años con los igualadinos conquistó tres Copas de Europa (1996, 1998 
y 1999), tres Supercopas de Europa (1995, 1998 y 1999) y una Liga española (1997). En 2000 pasó al Blanes HCF, al que llevó a conquistar el primer título de su palmarés: la Copa del Rey de 2001. Se retiró en 2008, después de dos campañas en las filas del CH Lloret. Posteriormente pasó a entrenar al club, proclamándose subcampeón de la Copa de la CERS en 2009. Dimitió en enero de 2011, cuando el equipo era colista de la OK Liga.

### Selección nacional
Debutó con la selección española de hockey patines en 1997. Con el combinado español ganó el Campeonato Mundial de 2001, anotando el gol decisivo en la tanda de penales de la final contra Argentina. Conquistó también los Campeonatos de Europa de 2000 y 2002, además de la Copa de las Naciones de Montreux en tres ocasiones (1999, 2001 y 2003).
En septiembre de 2003 fue excluido de la convocatoria de la selección española para el Mundial de Oliveira de Azeméis (Portugal), después de haber expresado públicamente su preferencia por jugar con la selección catalana, por delante de la española. El seleccionador, Josep Maria Ordeig, justificó su baja argumentando que «había gente más ilusionada por estar en el equipo». Tras este episodio el jugador anunció su renuncia definitiva al combinado español.
Tibau compitió oficialmente con la selección de hockey patines de Cataluña entre 2004 y 2005. Fue el capitán del equipo que se proclamó campeón mundial B en 2004 en Macao. Fue también subcampeón de la Copa América de hockey sobre patines masculina de 2007.

### Palmarés

#### Selección nacional
España
- Medalla de Bronce en el Campeonato Mundial A de 1997
- Medalla de Plata en el Campeonato Mundial A de 1999
- Medalla de Oro en el Campeonato Mundial A de 2001
- Medalla de Oro en el Campeonato de Europa de 2000
- Medalla de Oro en el Campeonato de Europa de 2002
- Medalla de Plata en el Campeonato de Europa de 1998

Cataluña
- Medalla de Oro en el Campeonato Mundial B de 2004
- Medalla de Plata en la Copa América de 2007.

#### Clubes
Igualada HC
- Liga española División de Honor (1): 1997
- Copa de Europa / Liga de Campeones (3): 1996, 1998 y 1999.
- Supercopa de Europa / Copa Continental (3): 1995, 1998 y 1999.

Blanes HC
- Copa del Rey  (1): 2001

## Trayectoria política

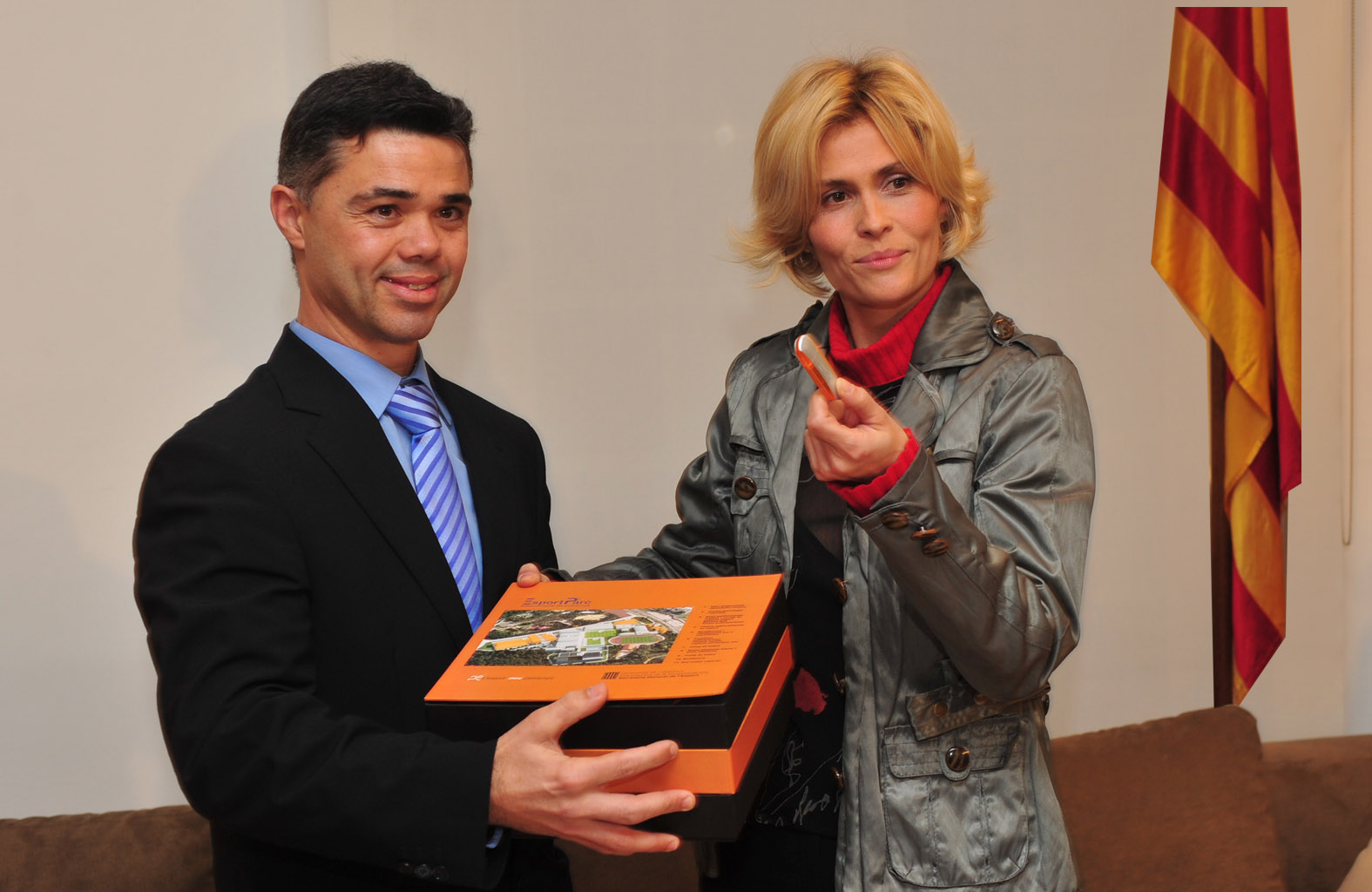
Tibau, tomando el relevo a Anna Pruna como secretario general de Deporte de Cataluña.

Militante de Convergència Democràtica de Catalunya, entre 2007 y 2011 fue concejal de Deportes del Ayuntamiento de Lloret de Mar por Convergència i Unió. El 18 de enero de 2011 fue nombrado secretario general del Deporte de la Generalidad de Cataluña por Artur Mas. Con la llegada a la presidencia de Generalidad de Carles Puigdemont fue relevado como máximo responsable del deporte catalán, siendo reemplazado por Gerard Figueras el 4 de febrero de 2016. Desde esa fecha y hasta agosto de 2016 Tibau fue asesor del presidente de la Generalidad como responsable de Seguimento de Relaciones con el Territorio.

## Trayectoria en la banca
Tibau es Diplomado en Ciencias Empresariales por la Universidad de Gerona (1995) y Licenciado en Administración y Dirección de Empresas por la Universidad Autónoma de Barcelona (1998). Entre 2000 y 2007 compaginó su carrera deportiva con el trabajo como banquero en Caixa Girona. Tras una excedencia para dedicarse a la política, en 2016 se reincorporó a CaixaBank.